# Sébastien Desabre
Sébastien Serge Louis Desabre (ur. 2 sierpnia 1976 w Valence) – francuski trener piłkarski. Od 2022 roku jest selekcjonerem reprezentacji Demokratycznej Republiki Konga.

## Kariera trenerska
Swoją karierę trenerską Desabre rozpoczął w 2006 roku prowadząc klub ES Cannet-Rocheville. W 2010 roku został trenerem iworyjskiego ASEC Mimosas, który w 2011 roku doprowadził do zdobycia Puchar Wybrzeża Kości Słoniowej. W latach 2012–2013 prowadził kameruński Coton Sport FC de Garoua, z którym w 2013 wywalczył mistrzostwo Kamerunu. Następnie w latach 2013-2014 pracował w tunezyjskim Espérance Tunis, który w sezonie 2013/2014 został mistrzem Tunezji. W 2015 roku był trenerem angolskiego  Recreativo Libolo i wywalczył z nim mistrzostwo Angoli. Następnie pracował takich drużynach jak: emiracki Dubai CSC (2015-2016), algierski JS Saoura (2016), marokański Wydad Casablanca (2016-2017), egipski Ismaily SC (2017), reprezentacja Ugandy (2017-2019), którą poprowadził w Pucharze Narodów Afryki 2019, egipski Pyramids FC (2019), ponownie Wydad Casablanca (2020) oraz francuski Chamois Niortais FC (2020-2022). W 2022 roku został selekcjonerem  reprezentacji Demokratycznej Republiki Konga. W Pucharze Narodów Afryki 2023 zajął z nią 4. miejsce.